# Thomas Button
Pour les articles homonymes, voir Button.
Sir Thomas Button (mort en avril 1634) est un  navigateur anglais.

## Biographie
Il est chargé par Jacques Ier d'Angleterre, en 1612, de continuer les découvertes faites par Henry Hudson au Nord de l'Amérique, découvre les terres qu'il nomme Nouvelle-Galles, terre de Carey's-Swans-Nest, les caps de Southampton, de Pembroke, les îles Mansfield, l'île et la baie de Button. Parvenu jusque vers le 65° de latitude, il se convainc de la possibilité d'un passage au Nord Ouest. Il revient en Angleterre en 1613. 
Samuel Purchas a donné un extrait de son journal.